# 历史性火灾列表
该列表主要包含被人类所记载的、对人类破坏较为严重的火灾，许多规模庞大的森林大火都没有包含在内。

## 城市大火
- 公元前64年，罗马大火
- 1657年3月2日，日本明历大火。
- 1666年9月2日，英国伦敦大火，此次大火使得伦敦经历了大规模的重修。
- 1871年10月8日，美国芝加哥大火。
- 1886年6月13日，加拿大温哥华大火。
- 1938年11月13日，中國長沙文夕大火
- 2007年希臘森林大火
- 2007年10月21日，美国圣地亚哥大火，美国历史上燃烧面积最广的火灾。
- 2010年，達卡大火，伊拉克巴格達。
- 2023年8月，美國夏威夷山火 。
- 2025年1月7日，美國洛杉磯大火。

## 建筑物大火
| 時間           | 地點               | 名稱                       | 死亡   | 受傷      | 備註                                             |
| -------------- | ------------------ | -------------------------- | ------ | --------- | ------------------------------------------------ |
| 1903年12月30日 | 美国芝加哥         | 易洛魁剧院大火             | 605人  | 250人     | 美國史上單一建築死亡人數最高火災                 |
| 1918年2月26日  | 英屬香港           | 跑馬地馬場大火             | 614人  | 400人     | 香港史上最多人喪生火災                           |
| 1937年2月13日  | 滿洲國遼寧         | 滿洲舞台大火               | 658人  | 不明      | 日滿史上最嚴重火災，另有估計約千餘人死亡         |
| 1942年11月28日 | 美国波士顿         | 椰林夜总会火灾             | 492人  | 數百人    | 美國史上重大娛樂場所大火                         |
| 1943年3月6日   | 日本北海道         | 布袋座電影院大火           | 208人  | 不明      | 日本史上死亡最多單一火災事故                     |
| 1953年12月25日 | 英屬香港           | 石硤尾大火                 | 3人    | 51人      | 導致了香港公共房屋的誕生                         |
| 1955年2月17日  | 日本橫濱           | 聖母園養老院火災           | 99人   | 8人       |                                                  |
| 1961年12月17日 | 巴西尼泰羅伊       | 尼泰羅伊馬戲團大火         | 503人  | 約800餘人 |                                                  |
| 1966年1月19日  | 臺灣台北           | 新生大樓大火               | 31人   | 29人      |                                                  |
| 1967年5月22日  | 比利时布魯塞爾     | Innovation百貨大樓大火     | 323人  | 150人     | 比利時史上最多人喪生火災                         |
| 1971年12月25日 | 漢城               | 大然閣飯店火災事故         | 164人  | 63人      | 世上死亡人數最高的旅館火災                       |
| 1972年5月13日  | 日本大阪           | 千日百貨火災               | 118人  | 81人      |                                                  |
| 1973年11月29日 | 日本熊本           | 大洋百貨火災               | 104人  | 124人     |                                                  |
| 1974年2月1日   | 巴西聖保羅         | 喬艾爾瑪火災               | 179人  | 約300餘人 |                                                  |
| 1977年2月18日  | 中国新疆           | 伊犁農墾局61團場禮堂大火   | 694人  | 161人     | 中國建國後最多人喪生火災                         |
| 1978年8月20日  | 伊朗阿巴丹         | 雷克斯電影院大火           | 420人  | 不明      | 伊朗人怪罪美國隔年引發伊朗伊斯蘭革命             |
| 1979年7月13日  | 臺灣台北           | 撫遠街樓房爆炸大火         | 33人   | 20人      |                                                  |
| 1987年11月18日 | 英国伦敦           | 国王十字站大火             | 31人   | 約60餘人  |                                                  |
| 1993年1月19日  | 臺灣台北           | 論情西餐廳大火             | 33人   | 21人      |                                                  |
| 1994年11月27日 | 中国遼寧           | 阜新市藝苑歌舞廳火災       | 233人  | 20人      |                                                  |
| 1994年12月8日  | 中国新疆           | 克拉玛依友谊馆大火         | 325人  | 130人     | 引發「讓領導先走」相關爭議                       |
| 1995年2月15日  | 臺灣台中           | 衛爾康餐廳大火             | 64人   | 11人      | 臺灣戰後史上死亡人數最多的建築物火災             |
| 1995年12月23日 | 印度哈里亞納邦     | 達布瓦利學校帳篷大火       | 540人  | 160人     |                                                  |
| 1996年3月18日  | 菲律賓奎松         | Ozone夜總會大火            | 162人  | 95人      | 菲律賓史上最嚴重的火災事件                       |
| 1996年11月20日 | 英屬香港           | 嘉利大廈大火               | 41人   | 80人      |                                                  |
| 2000年3月17日  | 乌干达卡農古       | 卡農古教堂大火             | 530人  | 0人       | 具組織性宗教集體焚燒事件                         |
| 2000年12月25日 | 中国河南           | 東都商廈大火               | 309人  | 7人       |                                                  |
| 2001年8月18日  | 菲律賓奎松         | 莊園酒店火災               | 75人   | 57人      |                                                  |
| 2001年9月1日   | 日本東京           | 歌舞伎町大樓火災           | 44人   | 3人       |                                                  |
| 2001年9月11日  | 美国紐約           | 世貿中心雙子塔恐怖襲擊大火 | 2606人 | 不明      | 為美國本土史上首次受空中襲擊最嚴重火災           |
| 2001年12月29日 | 秘魯利馬           | 梅薩雷東達購物中心煙火災難 | 291人  | 134人     | 為目前歷史上與煙花有關的最嚴重火災               |
| 2003年2月20日  | 美国羅德島         | 羅德島車站夜總會大火       | 100人  | 230人     |                                                  |
| 2004年8月1日   | 巴拉圭亞松森       | 巴拉圭超市大火             | 327人  | 約250餘人 |                                                  |
| 2005年4月4日   | 襄阳               | 襄阳郡森林大火             | 0人    | 0人       | 严重财损，洛山寺整体燒毀                         |
| 2008年2月10日  | 首尔               | 南大门大火                 | 0人    | 0人       | 严重财损，一号国宝崇礼门被烧毁，損失無法估量     |
| 2009年1月1日   | 泰國曼谷           | 曼谷夜总会大火             | 66人   | 222人     |                                                  |
| 2010年11月15日 | 中国上海           | 上海靜安教師公寓大樓大火   | 58人   | 71人      |                                                  |
| 2010年12月8日  | 智利聖地牙哥       | 聖地牙哥監獄大火           | 81人   | 19人      |                                                  |
| 2011年12月9日  | 印度加爾各答       | AMRI醫院大火               | 92人   | 不明      |                                                  |
| 2012年2月14日  | 科馬亞瓜           | 科馬亞瓜監獄大火           | 361人  | 不明      | 拉丁美洲史上最嚴重監獄火災之一                   |
| 2012年9月11日  | 巴基斯坦喀拉蚩     | 喀拉蚩製衣廠大火           | 314人  | 約250餘人 |                                                  |
| 2012年11月24日 | 達卡               | 塔茲雷恩製衣廠大火         | 117人  | 約200餘人 |                                                  |
| 2013年1月27日  | 巴西圣玛利亚       | 圣玛利亚城夜总会火灾       | 242人  | 168人     |                                                  |
| 2013年6月3日   | 中国吉林           | 吉林寶源豐禽業公司火災     | 121人  | 77人      |                                                  |
| 2015年5月13日  | 菲律賓馬尼拉       | 京倫製造工廠火災           | 74人   | 不明      |                                                  |
| 2015年10月30日 | 羅馬尼亞布加勒斯特 | 布加勒斯特夜總會爆炸火災   | 64人   | 146人     |                                                  |
| 2016年6月21日  | 香港               | 淘大工業村迷你倉大火       | 2人    | 21人      | 焚燒歷時108小時，為香港歷來大廈最長命火警        |
| 2017年6月14日  | 英国倫敦           | 格倫費爾塔火災             | 71人   | 74人      |                                                  |
| 2017年11月18日 | 中国北京           | 北京大兴聚福緣公寓火災     | 19人   | 8人       | 引發北京「清理低端人口」相關爭議                 |
| 2017年12月21日 | 堤川               | 堤川體育中心火災           | 29人   | 36人      |                                                  |
| 2018年1月26日  | 密陽               | 密陽世宗醫院火災           | 37人   | 131人     |                                                  |
| 2018年3月25日  | 俄羅斯克麥羅沃     | 冬季櫻桃購物中心火災       | 64人   | 79人      |                                                  |
| 2018年3月28日  | 委內瑞拉瓦倫西亞   | 州警總部監獄暴動大火       | 68人   | 10人      |                                                  |
| 2018年9月2日   | 巴西里約熱內盧     | 國家博物館火災             | 0人    | 0人       | 重大財損，國家博物館近九成藏品燒毀，損失無法估量 |
| 2019年4月15日  | 法國巴黎           | 巴黎聖母院火災             | 0人    | 0人       | 重大財損，聖母院尖頂坍塌、木質屋頂完全燒毀       |
| 2019年7月18日  | 日本京都           | 京都動畫縱火案             | 36人   | 35人      |                                                  |
| 2019年10月31日 | 日本沖繩           | 首里城大火                 | 0人    | 0人       | 重大財損，首里城正殿、北殿和南殿等7棟建築物燒毀  |
| 2021年10月14日 | 臺灣高雄           | 城中城大樓火災             | 46人   | 43人      | 臺灣戰後史上死亡人數第二多的建築物火災           |
| 2023年9月22日  | 臺灣屏東           | 明揚國際屏東廠火災         | 10人   | 111人     | 臺灣戰後史上屏東死亡人數最多的建築物火災         |

## 交通工具火灾

### 航空火灾
- 1937年5月6日，兴登堡号飞艇火灾。飞艇运输逐渐被飞机取代。

### 轮船火灾
- 2006年2月2日，埃及萨拉姆98号海难，罹難人數超過1,000人。

### 其他
- 1992年5月15日，台灣健康幼稚園火燒車事件，23人死亡、9人輕重傷。
- 2000年11月11日，奧地利登山纜車大火，155人死亡。
- 2003年2月18日，韓國大邱地鐵縱火案，192名乘客死亡，147人受傷。